# Перейра, Николас
Николас Перейра (исп. Nicolás Pereira; род. 29 сентября 1970, Сальто) — венесуэльский профессиональный теннисист и спортивный комментатор. Победитель пяти турниров АТР в одиночном и парном разряде, серебряный призёр Панамериканских игр в мужском парном разряде (1995). Как юниор — первая ракетка 1988 года среди юношей, победитель юношеских Открытого чемпионата Франции, Уимблдонского турнира и Открытого чемпионата США.

## Игровая карьера
Уже в январе 1987 года 16-летний Николас Перейра впервые сыграл за сборную Венесуэлы в Кубке Дэвиса, проиграв обе своих встречи соперникам из сборной Канады. В конце того же года он начал выступления в профессиональных теннисных турнирах, добравшись до полуфинала в парном разряде на «челленджере» в Чили. Следующий год был ознаменован для него успехами в юношеских турнирах, где он последовательно выиграл Открытый чемпионат Франции, Уимблдонский турнир и Открытый чемпионат США, окончив сезон в ранге первой ракетки мира среди юношей. Во взрослом рейтинге ATP Перейра окончил год в середине второй сотни.
В 1989 году Перейра нанёс первое в карьере поражение сопернику из первой десятки рейтинга, обыграв на Открытом чемпионате Канады десятую ракетку мира, призёра прошлогодней Олимпиады Тима Майотта, и вскоре после этого впервые достиг места в первой сотне рейтинга, не задержавшись, однако, там надолго. В парном разряде его лучшим результатом стал выход в третий круг на Уимблдонском турнире, где его партнёром был югослав Горан Иванишевич, а в самом начале следующего года Перейра стал победителем первого турнира нового АТР-тура, победив в Веллингтоне в паре с местным игроком Келли Эвернденом. Вскоре после этого Перейра с итальянцем Диего Наргисо дошёл до финала турнира в Роттердаме, победив по ходу одну из ведущих пар мира Андерс Яррид-Джон Фицджеральд. До конца сезона в его активе были ещё два полуфинала на турнирах АТР-тура и выход в третий круг на Открытом чемпионате Франции с Серхи Бругерой, и под конец сезона Перейра достиг высшей в карьере 44-й позиции в парном рейтинге АТР, за год поднявшись в нём почти на сто мест.
В 1991 году на счету Перейры были ещё два финала турниров АТР, включая второй подряд титул в Веллингтоне, и победа на пути в финал турнира в Орландо над первой парой мира Дэвид Пейт-Скотт Дэвис. После этого он, однако, долгое время выступал в мелких турнирах, не приносящих много рейтинговых очков, и в следующие три года не попадал в первую сотню рейтинга ни в одиночном, ни в парном разряде.
Лишь в сентябре 1994 года, занимая в рейтинге 124-е место, Перейра последовательно обыграл на турнире АТР в Боготе трёх соперников из первой сотни, в том числе 30-ю ракетку мира Карела Новачека, и завоевал первый в карьере титул АТР в одиночном разряде. На следующий год в этом разряде он дошёл до третьего круга на Открытом чемпионате США, показав свой лучший результат в турнирах Большого шлема. В 1996 году он выиграл свой второй одиночный турнир АТР, на этот раз на травяных кортах Ньюпорта, а по ходу сезона сумел нанести поражения сначала четвёртой ракетке мира Борису Беккеру, а затем и занимавшему первое место в рейтинге Томасу Мустеру, в середине лета достигнув в одиночном рейтинге 74-го места. В парах за 1995 и 1996 год Перейра три раза играл в финалах, завоевав свой третий титул в Боготе в 1996 году. По пути в финал турнира категории ATP Championship Series в Нью-Хейвене они с индийцем Леандером Паесом победили первую пару мира Паул Хархёйс-Якко Элтинг.
В 1995 году Перейра стал серебряным призёром Панамериканских игр в паре с Хуаном Карлосом Бьянчи-Пачеко и помог сборной Венесуэлы дойти до плейй-офф Мировой группы Кубка Дэвиса после побед над уругвайцами и аргентинцами; там, однако, венесуэльская команда проиграла датчанам, хотя сам Перейра взял в этом матче два очка из трёх возможных. В 1996 году он представлял Венесуэлу на Олимпийских играх в Атланте, в паре с Бьянчи выбыв из борьбы после первой же игры, а в одиночном разряде проиграв во втором круге Паесу.
Последним сезоном в активной игровой карьере Перейры стал 1997 год, который он окончил в начале сентября. В этом же году он сыграл последние встречи за сборную Венесуэлы. В общей сложности Перейра провёл в Кубке Дэвиса 52 игры в 18 матчах, в одиночном разряде выиграв 20 из 35 встреч, а в парном 12 из 17. В начале 2000-х годов он несколько раз появлялся на корте в парных турнирах невысокого ранга, но успехов не добивался.

## Позиция в рейтинге в конце сезона
| Разряд           | 1987 | 1988 | 1989 | 1990 | 1991 | 1992 | 1993 | 1994 | 1995 | 1996 |
| ---------------- | ---- | ---- | ---- | ---- | ---- | ---- | ---- | ---- | ---- | ---- |
| Одиночный разряд | 276  | 151  | 121  | 238  | 145  | 129  | 142  | 116  | 122  | 110  |
| Парный разряд    | 441  | 367  | 139  | 45   | 76   | 108  | 108  | 145  | 89   | 84   |

## Финалы турниров АТР за карьеру (9)
| Легенда                     |
| --------------------------- |
| ATP Championship Series (2) |
| ATP World Series (7)        |

| Результат | №  | Дата             | Турнир           | Покрытие | Соперник в финале | Счёт в финале |
| --------- | -- | ---------------- | ---------------- | -------- | ----------------- | ------------- |
| Победа    | 1. | 12 сентября 1994 | Богота, Колумбия | Грунт    | Маурисио Адад     | 6-3, 3-6, 6-4 |
| Победа    | 2. | 8 июля 1996      | Ньюпорт, США     | Трава    | Грант Стаффорд    | 4-6, 6-4, 6-4 |

| Результат | №  | Дата            | Турнир                             | Покрытие | Партнёр        | Соперники в финале                | Счёт в финале |
| --------- | -- | --------------- | ---------------------------------- | -------- | -------------- | --------------------------------- | ------------- |
| Победа    | 1. | 1 января 1990   | Веллингтон, Новая Зеландия         | Хард     | Келли Эвернден | Серхио Касаль Эмилио Санчес       | 6-4, 7-6      |
| Поражение | 1. | 26 февраля 1990 | Роттердам, Нидерланды              | Ковёр(i) | Диего Наргисо  | Леонардо Лаваль Хорхе Лосано      | 3-6, 6-7      |
| Победа    | 2. | 31 декабря 1990 | Веллингтон (2)                     | Грунт    | Луис Маттар    | Джон Леттс Жайми Онсинс           | 4-6, 7-6, 6-2 |
| Поражение | 2. | 1 апреля 1991   | Орландо, США                       | Хард     | Пит Сампрас    | Люк Дженсен Скотт Мелвилл         | 7-6, 6-7, 3-6 |
| Поражение | 3. | 14 августа 1995 | Нью-Хейвен, США                    | Хард     | Леандер Паес   | Рик Лич Скотт Мелвилл             | 6-7, 4-6      |
| Поражение | 4. | 4 марта 1996    | Открытый чемпионат Мексики, Мехико | Хард     | Эмилио Санчес  | Дональд Джонсон Франсиско Монтана | 2-6, 4-6      |
| Победа    | 3. | 9 сентября 1996 | Богота, Колумбия                   | Грунт    | Давид Рикл     | Пабло Кампана Николас Лапентти    | 6-3, 7-6      |

## Дальнейшая карьера
По окончании активных выступлений Николас Перейра начал работать спортивным комментатором. Он сотрудничал с такими сетями, как Canal1/ CD7 (Эквадор), Globovision TV/ Meridiano TV (Венесуэла), City TV (Колумбия), PSN International (США). С 2000 года Перейра работает со спортивным каналом ESPN, в том числе его испанской редакцией, комментируя крупнейшие теннисные соревнования. Он также был официальным комментатором на матчах сборной Венесуэлы в Кубке Дэвиса. В 2013 году он был номинирован на включение в Зал спортивной славы Венесуэлы, но, набрав 62 очка из 114 возможных при голосовании, не попал в тройку спортсменов, удостоенных этой чести.